# Арсенал (завод, Киев)
Казённое предприятие специального приборостроения «Арсенал» (укр. Казенне підприємство спеціального приладобудування «Арсенал») — государственное предприятие военно-промышленного комплекса Украины.
Является ведущим предприятием оптико-механической и оптико-электронной промышленности Украины. Входит в перечень предприятий, имеющих стратегическое значение для экономики и безопасности Украины.

## История
Во времена правления Екатерины II, в 1764 году, было издано «Положение о Киевской арсенальной команде». Этот год и принято считать датой фактического учреждения Киевского арсенала, который до 1854 года находился в Лыбедской части, где были слесарные, деревянные и кузнечные мастерские. В 1854 году арсенал был переведён в казематы упразднённого форта в Киевской крепости. В XVIII—XIX столетиях мастерские крепости ремонтировали и изготавливали разные виды вооружения, включая артиллерийское.
С 1917 года на заводе началось производство гражданской продукции (сельскохозяйственное оборудование, инструменты, бытовые товары и др.).
В январе 1918 года завод «Арсенал» был центром восстания рабочих и солдат Киева против Центральной рады. В память об этих событиях был установлен мемориал.
В период Второй мировой войны завод увеличил выпуск продукции военного назначения. В начале июля 1941 года в связи с приближением линии фронта и авианалётами на Киев правительство СССР приняло решение эвакуировать киевский завод «Арсенал». Планирование, организацию и руководство эвакуацией завода осуществляли директор завода Г. П. Шардин и старший инженер ГАУ наркомата вооружения СССР П. И. Калинушкин. 29 июля — 14 августа 1941 года завод был эвакуирован на восток, в город Балашов Саратовской области — для перемещения всего заводского оборудования и 2500 рабочих, инженерно-технических работников и служащих завода было задействовано 36 эшелонов (1100 вагонов). На новом месте дислокации первый участок механосборочного цеха завода начал работу спустя три дня после установки оборудования.
С 1946 года предприятие перепрофилируется на выпуск оптических, оптико-механических и оптико-электронных приборов, в основном, для нужд военной промышленности.
В 1970-е годы завод освоил изготовление УРВВ Р-27.
После создания НКАУ завод был передан в его ведение.
С 1994 года коллектив «Завода Арсенал», имевший более чем 50-летний опыт создания и производства оптических и оптико-электронных приборов и систем военного и промышленного назначения (системы ориентирования, приборы прицеливания, самонаведения, наблюдения, измерения, анализа и фотографирования), предназначенных для эксплуатации как в лабораторных, так и в суровых природных условиях, постепенно перепрофилировался на производство оптико-электронной измерительной и счётной аппаратуры для медицины, банковской сферы и жилищно-коммунального хозяйства. Производство фотоаппаратов, из-за неконкурентоспособности и дороговизны, уменьшилось до мелкооптовых партий. Новое руководство предприятия взяло курс на постепенное закрытие завода путём сокращения государственных заказов, закрытия цехов, сдачи в аренду корпусов и помещений, увольнения сотрудников.
28 июля 2009 года Хозяйственный суд Киева своим определением открыл производство по делу о банкротстве Государственного предприятия «Завод Арсенал».
Декабрь 2009 года — завершилась ликвидация «Завода Арсенал». Предприятие было разделено на КП СПС «Арсенал» и ГП «Арсенал» с целью противодействия его уничтожению.
По состоянию на 2019 год снесён сгоревший в 2009 году малярный цех по адресу ул. Михаила Грушевского, 36. Сданы в аренду 2 нижних этажа в здании на Московской, 2. Проводятся незаконные строительные работы в здании по адресу ул. Московская 8б. Корпус по адресу Кловский спуск, 26 выкуплен под застройку.
Все остальные корпуса остаются во владении предприятия и используются по назначению.
На 1 квартал 2020 года количество сотрудников составляет 1098 человек.

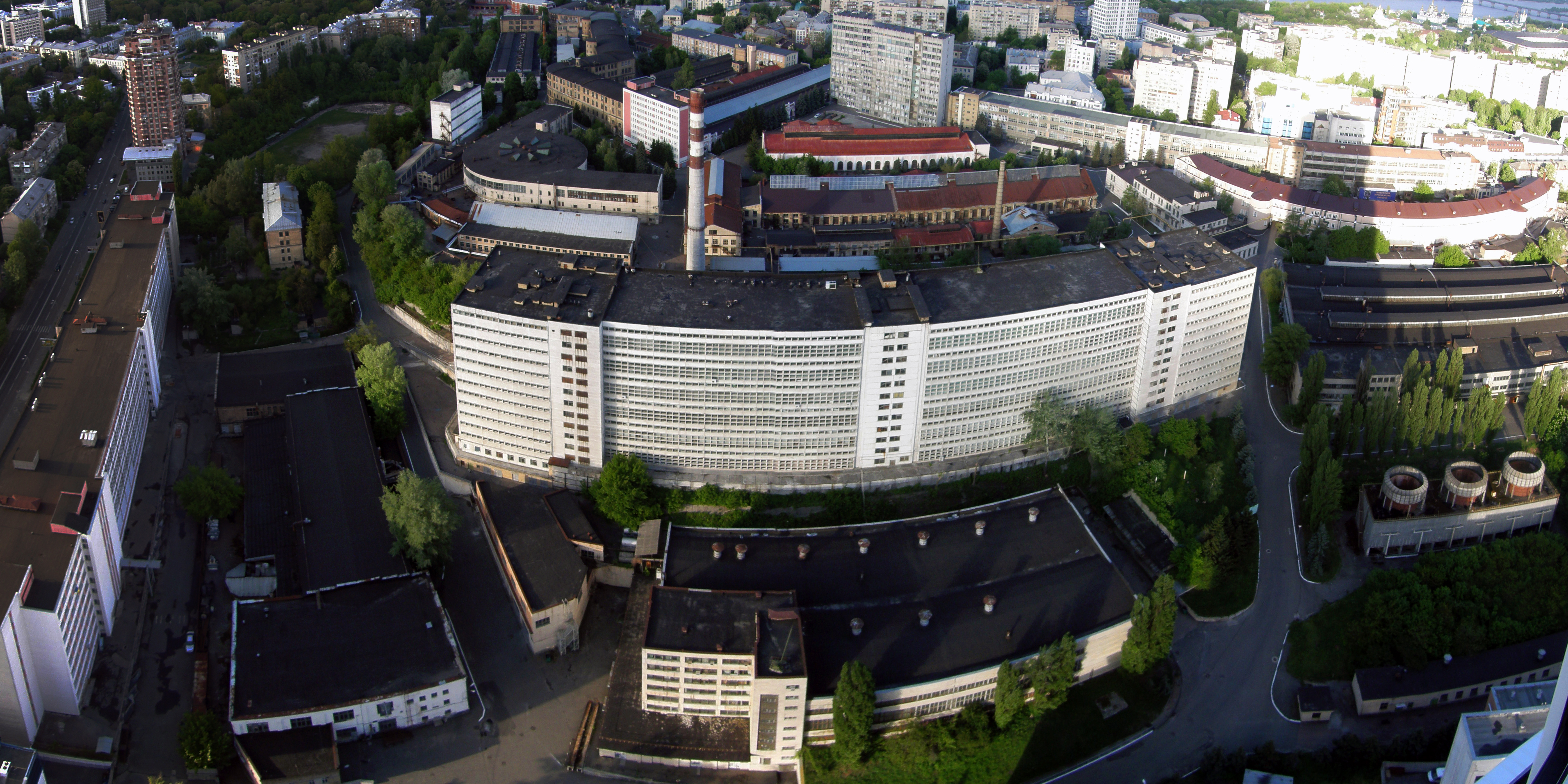
Панорама завода «Арсенал»

## Продукция «Завода Арсенал»

### Авиация и космонавтика

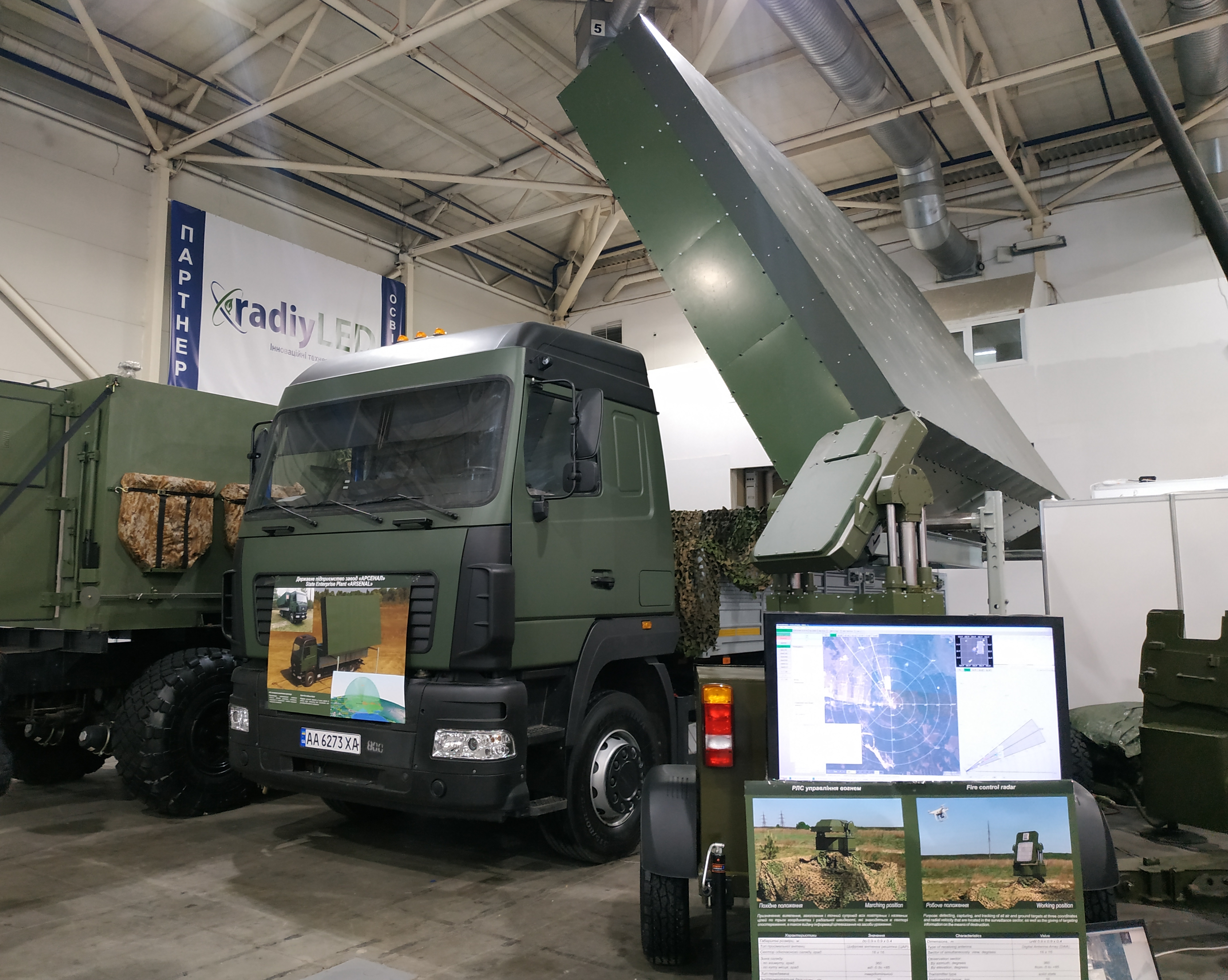
Мобильная трехкоординатная РЛС контроля космического пространства «Збруч» производства ГП «Арсенал», 2019 г.

Все космические старты бывшего СССР, России и Украины обеспечивались с использованием оптико-электронных систем ориентирования производства завода «Арсенал». В 1970-х годах создан комплекс имитаторов внешней визуальной обстановки, создающих полную иллюзию маневрирования и управления космическим кораблём при наземном тренаже космонавтов. Имитаторами, изготовленными на заводе, укомплектованы моделирующие стенды и тренажёры, в том числе для станции «Мир» и космического корабля «Буран».
Авиационные нашлемные системы целеуказания, которые разработаны и изготавливались на заводе, используются на самолётах типов МиГ-29 и Су-27 в комплексе с созданными также на «Заводе Арсенал» головками самонаведения для ракет «воздух-воздух».
Специальные фотоаппараты завода «Арсенал» использовались при фотосъёмке с борта космических кораблей серии «Восток», «Союз», межпланетных станций «Луна» и «Зонд», орбитальных станций «Салют», а также применялись при выходе космонавтов в открытый космос.
В настоящее время предприятие выпускает головки самонаведения и системы управления для различных ПТРК («Стугна», «Скиф»), ПТУР и ПЗРК, участвует в производстве ракет «Ольха» и «Нептун». Выпускаются системы коллиматорной индикации, бортовые тренажёрные комплексы для авиации, астроизмерительные системы, инерциальные измерительные блоки, различные оптические элементы и другая продукция.

### Фотоаппараты «Киев»
- С 1947 по 1985 год на заводе был налажен выпуск дальномерных фотоаппаратов «Киев-2», «Киев−3», «Киев−4».
- Так как производство было основано на трофейных немецких станках фирмы «Carl Zeiss Jena», вывезенных с завода в Тюрингии и по немецкой же технологии, то первая модель «Киев-2» копировала немецкую фотокамеру «Contax»[7].
- С 1957 года выпускалась профессиональная среднеформатная системная камера «Салют», скопированная со шведского «Hasselblad 1600F»[8][9]. На смену «Салюту» пришёл модифицированный «Салют-С», «Киев-88TTL», «Киев-88СМ» и «Киев-90». С 2000-х из комплектов запчастей, произведённых на заводе, сторонней компанией выпускается модифицированный «Arax» .
- С 1960 года производились миниатюрные фотоаппараты семейства «Киев-Вега», «Киев-30».
- C 1965 по 1980 год выпускались однообъективные зеркальные фотоаппараты «Киев-10» и «Киев-15» с веерным затвором оригинальной конструкции[10].
- С 1971 года выпускались профессиональные среднеформатные однообъективные зеркальные фотоаппараты семейства «Киев-6С» с байонетом Б, с 1984 года — «Киев-60». С 2000-х выпускаются камеры этого семейства под названием «Arax-60» и «Arax-645».
- В 1977 году завод освоил производство однообъективных зеркальных фотоаппаратов с байонетом Nikon. «Киев-17» выпускался с 1977 по 1984, «Киев-20» с 1983 по 1986, «Киев-19» с 1985 по 1991. Модифицированная модель «Киев-19М» выпускалась с 1991 до 2008 года.
- Во второй половине 1980-х годов заводом выпускалась малоформатная компактная автоматическая камера «Киев-35».
- Для дальномерных и зеркальных фотоаппаратов выпускались сменные объективы с фокусным расстоянием от 20 до 300 мм.
- Телеконвертеры для зеркальных фотоаппаратов с креплением «Н» (Nikon F) и М42.

По некоторым данным, фотопродукция выпускается на заводе по сей день мелкими партиями либо на заказ.

## Здания, принадлежавшие заводу
Первый детсад города Детский сад №1 «Орленок» завода «Арсенал», построенный в 1930-x годах по проекту Иосифа Каракиса и являющийся памятником архитектуры.
Корпус № 15 пансионата ВЦСПС «Кастрополь» (Крым).

## Названия и организационные формы
Названия и организационные формы предприятия в разное время:
- Киевский арсенал.
- Киевский Краснознамённый завод (ККЗ) «Красный арсенал» ВСНХ → ККЗ ВСНХ.
- ГС Киевский Краснознамённый машиностроительный завод (ГСККМЗ).
- ГС Краснознаменный завод № 393 НКОП (до 1941 г.).
- Завод № 784 НКВ → МОП (после 1943 г.).
- Завод «Арсенал».
- Производственное объединение «Завод „Арсенал“ имени В. И. Ленина» (до 1992 г.).
- Государственное предприятие «Казённое предприятие специального приборостроения „Арсенал“» (после 1992 г.).
- Государственное предприятие «Завод „Арсенал“» и «Казённое предприятие специального приборостроения „Арсенал“» (после 2009).

## Награды
- Орден «Трудового Красного Знамени Украинской ССР» (1923 год)[12][13].
- «Орден Ленина» (1964 год)[14].
- «Ленинская юбилейная почётная грамота» (1970 год)[15].
- «Орден Октябрьской Революции» (1971 год)[16].